# Guigué
Guigué és una població de Mali al sud de Ouossébougou.

## Història
Achinard va marxar a finals de gener de 1891 cap a Baninko acompanyat pels tuculors de Mademba Sy (ara rei de Sansanding) i precedit a uns dies de distància, per la companyia del tinent Marchand i els spahis d'Hardiviller que obrien pas a la columna. De Nioro va passar per Dioromé i Digna, arribant a Ouossébougou el 6 de febrer; després, utilitzant els dos camins que portaven a Nyamina, va agafar el cami occidental continuant per Guigué on va establir una petita posició militar, Barsafé, Koro, Banamba i Kéréouane, mentre Mademba agafava la ruta de l'est per Sountiana, Dampfa, Sabougou i Dioni. El 17 de febrer, les dues columnes van creuar el riu Níger a Nyamina.